# 由利本荘市立上川大内小学校
由利本荘市立上川大内小学校（ゆりほんじょうしりつ かみかわおおうちしょうがっこう）は、秋田県由利本荘市にあった公立小学校。通称は上小（かみしょう）。

## 概要
上川大内地区を学区としていた。2016年（平成28年）3月末をもって閉校し、由利本荘市立下川大内小学校と共に由利本荘市立大内小学校へ統合された。

## 沿革
特記のない限り、学校のホームページより引用。

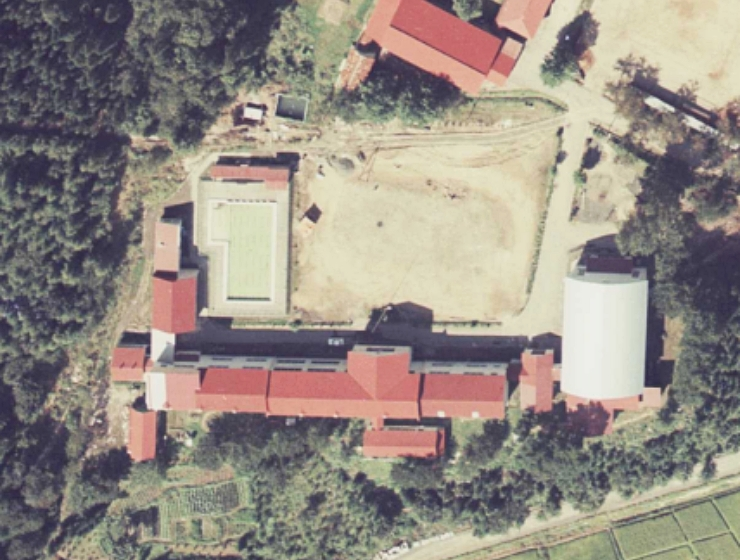
旧校舎時代の空中写真（1976年9月）

- 1874年（明治7年）12月25日 - 岩野目沢小学校を創設。
- 1875年（明治8年）8月30日 - 中田代小学校を創設。
- 1882年（明治15年）3月30日 - 岩野目沢小学校を小栗山小学校と改称。
- 1886年（明治19年）4月1日 - 中田代小学校を小栗山小学校に合併し、小栗山尋常小学校となる。（中田代、滝、羽広に分教室をおく）。
- 1892年（明治25年）4月1日 - 中田代分教室が中田代尋常小学校となる。
- 1901年（明治34年）4月1日 - 中田代、小栗山両尋常小学校を合併し、上川大内尋常小学校となる。滝、羽広分教室が尋常小学校となる。
- 1931年（昭和6年）4月1日 - 校名を上川大内尋常高等小学校と改称。
- 1947年（昭和22年）4月1日 - 上川大内村立上川大内小学校と改称。
- 1948年（昭和23年）7月1日 - 羽広小学校軽井沢分校が上川大内小学校の分校となる。
- 1955年（昭和30年）12月20日 - 校舎を現在地へ新築。
- 1959年（昭和34年）11月1日 - 学校給食開始。
- 1963年（昭和38年） - 豪雪により体育館が崩壊[4]。
- 1970年（昭和45年）4月1日 - 町政施行、大内町立上川小学校と改称。
- 1971年（昭和46年）4月1日 - 滝・羽広小学校、軽井沢分校を吸収統合。
- 1974年（昭和49年）9月8日 - 創立100周年記念式典挙行。
- 1977年（昭和52年）6月1日 - 米飯給食開始。
- 1983年（昭和58年）2月18日 - 秋田県保健優良校として朝日新聞社より表彰される。
- 1991年（平成3年）5月18日 - 県植樹祭で県森林組合連合会会長賞を受賞（1993年も受賞）。
- 1992年（平成4年）7月17日 - 香川県大内町との交流開始。
- 1993年（平成5年）
  - 3月10日 - 新校舎へ移転。
  - 11月25日 - 簡易保険作文で郵政省簡易保険局長賞を受賞。
- 1994年（平成6年）11月26日 - 創立120周年記念式典挙行。
- 1995年（平成7年）12月25日 - 新プール完成。
- 1996年（平成8年）10月8日 - 文部省指定・県教委委嘱学校給食改善研究公開研究会開催。
- 1997年（平成9年）
  - 5月15日 - 県植樹祭で県教育長賞受賞。
  - 8月8日 - 学校給食優良校として県教育長表彰を受ける。
  - 10月16日 - 学校給食優良校として文部大臣表彰を受ける。
  - 11月7日 - 簡保作文コンクールで郵政大臣賞を受賞。
- 1998年（平成10年）
  - 5月14日 - 県植樹祭で県知事賞を受賞。
  - 10月26日 - 簡保作文コンクールで福祉事業団理事長賞を受賞。
- 1999年（平成11年）
  - 5月13日 - 県植樹祭で県教育長賞受賞。
  - 11月10日 - ふるさと子どもドリーム支援事業でこぐり広場完成。
- 2000年（平成12年）5月19日 - 県植樹祭で東北森林管理局長賞を受賞。
- 2001年（平成13年）5月18日 - 県植樹祭で県教育長賞を受賞。
- 2002年（平成14年）5月19日 - 県植樹祭で東北森林管理局長賞受賞。
- 2003年（平成15年）
  - 5月24日 - 県植樹祭で花いっぱい運動の会会長賞受賞。
  - 11月1日 - 防火ポスター「学校賞」受賞、人権の花運動の「感謝状」受賞。
- 2004年（平成16年）
  - 5月22日 - 県植樹祭で森林改良普及協会長賞受賞。
  - 8月23日 - 記念の庭、子どもの像移転。
  - 10月16日 - 創立130周年記念学習発表会開催。
- 2005年（平成17年）
  - 3月22日 - 由利本荘市誕生。由利本荘市立上川大内小学校と改称。
  - 5月28日 - 県植樹祭で県林業改良普及協会会長賞を受賞。
- 2006年（平成18年）5月17日 - 県植樹祭で花いっぱい運動の会会長賞受賞。
- 2007年（平成19年）
  - 5月19日 - 県植樹祭で県教育長賞を受賞。
  - 10月8日 - 「秋田わか杉国体」銃剣道競技閉会式に参加（5・6年生）。
- 2008年（平成20年）
  - 4月 - 文部科学省より「全国学力・学習状況調査等を活用した学校改善の推進に係る実践研究」の調査活用協力校委託。
  - 県金融広報委員会より金融・金銭教育の委嘱。
  - 6月15日 - 第59回全国植樹祭参加、県植樹祭で東北森林管理局長賞を受賞。
- 2009年（平成21年）9月19日 - 秋田県金融広報委員会金銭教育研究会公開。
- 2010年（平成22年）
  - 9月 - 秋田県学校関係緑化コンクール学校環境緑化の部で東北管理局長賞を受賞。
  - 11月 - 県種苗交換会「学校農園展」優良賞受賞。
- 2011年（平成23年）9月 - 秋田県学校関係緑化コンクール学校関係緑化の部で県知事賞を受賞。
- 2013年（平成25年）
  - 6月28日 - 大阪府箕面市から教育視察団来校。
  - 9月3日 -秋田県学校関係緑化コンクール学校環境緑化の部で東北森林管理局長賞を受賞（平成24年度から2年連続同賞受賞）。
  - 11月 - 県種苗交換会｢学校学園展｣優良賞受賞（平成22年度から4年連続同賞受賞）。
- 2014年（平成26年）
  - 9月1日 - 秋田県学校関係緑化コンクール学校環境緑化の部で県山林種苗共同組合賞受賞。
  - 9月20日 - 学校創立140周年記念式典・学習発表会。
  - 11月5日 - 県種苗交換会「学校農園展」優秀賞受賞、日本新聞協会「いっしょに読もう新聞コンクール」優良賞受賞（全国表彰）。
  - 11月8日 - 「新聞切り抜きコンクール」学校賞受賞。
- 2015年（平成27年）
  - 2月13日 - 秋田県立美術館普及事業スクールサポート事業「学校出前ワークショップ」で140周年記念巨大壁画「上川の行事」を製作し学校玄関に掲示。
  - 11月7日 - 閉校式典挙行。
- 2016年（平成28年）3月31日 - 閉校[2]。

## 校歌
作詞：佐々木正美、作曲：小野崎晋三

## 児童数・学級数
| 年度               | 男子 | 女子 | 計  | 増減 | 学級数 | 増減 | 備考           | 出典   |
| ------------------ | ---- | ---- | --- | ---- | ------ | ---- | -------------- | ------ |
| 1965（昭和40）年度 | 不明 | 不明 | 381 |      | 12     |      |                | [ 5 ]  |
| 1970（昭和45）年度 | 不明 | 不明 | 214 | -167 | 7      | -5   |                | [ 5 ]  |
| 1975（昭和50）年度 | 不明 | 不明 | 222 | +8   | 8      | +1   |                | [ 5 ]  |
| 1980（昭和55）年度 | 不明 | 不明 | 250 | +28  | 9      | +1   |                | [ 5 ]  |
| 1985（昭和60）年度 | 不明 | 不明 | 244 | -6   | 8      | -1   |                | [ 5 ]  |
| 1990（平成2）年度  | 不明 | 不明 | 178 | -66  | 7      | -1   |                | [ 5 ]  |
| 1991（平成3）年度  | 不明 | 不明 | 161 | -17  | 7      | 0    |                | [ 5 ]  |
| 1992（平成4）年度  | 不明 | 不明 | 154 | -7   | 6      | -1   |                | [ 5 ]  |
| 1993（平成5）年度  | 不明 | 不明 | 151 | -3   | 6      | 0    |                | [ 5 ]  |
| 1994（平成6）年度  | 不明 | 不明 | 142 | -9   | 6      | 0    | 創立120周年    | [ 5 ]  |
| 1995（平成7）年度  | 不明 | 不明 | 146 | +4   | 7      | +1   |                | [ 5 ]  |
| 1996（平成8）年度  | 不明 | 不明 | 145 | -1   | 7      | 0    |                | [ 5 ]  |
| 1997（平成9）年度  | 不明 | 不明 | 151 | +10  | 7      | 0    |                | [ 5 ]  |
| 1998（平成10）年度 | 不明 | 不明 | 150 | -1   | 7      | 0    |                | [ 5 ]  |
| 1999（平成11）年度 | 不明 | 不明 | 147 | -3   | 7      | 0    |                | [ 5 ]  |
| 2000（平成12）年度 | 70   | 75   | 145 | -2   | 7      | 0    |                | [ 6 ]  |
| 2001（平成13）年度 | 不明 | 不明 | 132 | -13  | 7      | 0    |                | [ 5 ]  |
| 2002（平成14）年度 | 59   | 68   | 127 | -5   | 6      | -1   |                | [ 7 ]  |
| 2003（平成15）年度 | 58   | 62   | 120 | -7   | 6      | 0    |                | [ 8 ]  |
| 2004（平成16）年度 | 58   | 51   | 109 | -11  | 6      | 0    | 創立130周年    | [ 9 ]  |
| 2005（平成17）年度 | 51   | 44   | 95  | -14  | 6      | 0    | 由利本荘市誕生 | [ 10 ] |
| 2006（平成18）年度 | 46   | 44   | 90  | -5   | 6      | 0    |                | [ 11 ] |
| 2007（平成19）年度 | 47   | 44   | 91  | +1   | 6      | 0    |                | [ 12 ] |
| 2008（平成20）年度 | 44   | 38   | 82  | -9   | 6      | 0    |                | [ 13 ] |
| 2009（平成21）年度 | 40   | 32   | 72  | -10  | 6      | 0    |                | [ 14 ] |
| 2010（平成22）年度 | 34   | 37   | 71  | -1   | 6      | 0    |                | [ 15 ] |
| 2011（平成23）年度 | 34   | 29   | 68  | -3   | 6      | 0    |                | [ 16 ] |
| 2012（平成24）年度 | 30   | 34   | 64  | -4   | 6      | 0    |                | [ 17 ] |
| 2013（平成25）年度 | 25   | 29   | 54  | -10  | 7      | +1   |                | [ 18 ] |
| 2014（平成26）年度 | 28   | 27   | 55  | +1   | 7      | 0    | 創立140周年    | [ 19 ] |
| 2015（平成27）年度 | 24   | 24   | 48  | -7   | 5      | -2   | 閉校           | [ 20 ] |

## 外部サイト
- 由利本荘市立上川大内小学校（WARP・2016年4月11日アーカイブ分）